# Peter Pears
Peter Neville Luard Pears (Farnham, Surrey, 22 de junio de 1910 - Aldeburgh, 3 de abril de 1986) fue un tenor inglés y pareja del compositor Benjamin Britten.

## Biografía
Estudió música en el Keble College de Oxford, actuó como organista en el Hertford College, pero abandonó sin haberse graduado. Más tarde estudió canto durante dos temporadas en el Royal College of Music. 
Conoció a Britten en 1934, cuando era miembro de los BBC Singers. Pears y Britten dieron su primer recital juntos en 1937 en el Balliol College, de la Universidad de Oxford. Luego viajaron a América juntos. Al volver, interpretaron la obra de Britten Seven Sonnets of Michelangelo juntos en Wigmore Hall, y luego lo grabaron para la EMI, su primera grabación juntos. Muchas obras de Britten contienen papeles de tenor escritos específicamente para Pears. Entre ellas cabe citar Nocturne, la Serenata para tenor, trompa y cuerdas, los Canticles, las óperas Peter Grimes y Albert Herring (papeles titulares) Owen Wingrave (Philip Wingrave), Billy Budd (Captain Vere), La vuelta de tuerca (Quint), Muerte en Venecia (Aschenbach) y las tres Church Parables.
Pears fue colibretista de El sueño de una noche de verano, y creó uno de sus pocos personajes cómicos en ella: como Flute el Bellowsmender interpretó una parodia travestida de Joan Sutherland en la escena de la locura de Lucia di Lammermoor.
Su voz es controvertida, la calidad vocal es inusual, descrita como "seca" y "blanca". Cruelmente, se decía que tenía una nota buena, el mi natural una tercera por encima del do medio, y que es por eso por lo que el aria crucial de Peter Grimes, "Now the Great Bear and Pleiades", está escrita en su mayor parte en esa nota. No era una voz que quedara bien en las grabaciones, pero no hay duda de que tenía una articulación inusualmente buena y gran agilidad vocal, de las cuales se aprovechó Britten. El actor Dudley Moore hizo una excelente parodia de su estilo.
Debutó en el Metropolitan Opera en octubre de 1974 como Aschenbach en Death in Venice. Cantó regularmente en Royal Opera House, Covent Garden y en los principales teatros de ópera de Europa y los Estados Unidos. 
También fue un celebrado intérprete de Lieder de Schubert, y un destacado Evangelista en las pasiones de Johann Sebastian Bach.
Fue nombrado Caballero del Reino Unido en 1978.
Murió por problemas cardíacos en 1986 y está enterrado junto a Britten en Aldeburgh.

## Discografía de referencia
- Bach: St John Passion, Britten
- Bach: St. John's Passion, Jochum
- Bach: St Matthew Passion, Klemperer
- Bach: Christmas Oratorio, Münchinger
- Britten: Peter Grimes, Britten
- Britten: Billy Budd, Britten
- Britten: Billy Budd, Mackerras
- Britten: Albert Herring, Britten
- Britten: Owen Wingrave, Britten
- Britten: The turn of the Screw, Britten
- Britten: War Requiem, Britten
- Britten: Rape Of Lucretia, Goodall
- Britten: The Burning Fiery Furnace, Britten
- Britten: Serenade, Les Illuminations, Britten
- Berlioz: L'enfance Du Christ, Davis
- Elgar: Dream Of Gerontius; Britten
- Grainger: Salute To Percy Grainger, Britten
- Mozart: Idomeneo, Britten
- Puccini: Turandot, Mehta
- Schubert: Winterreise, Britten
- Schumann: Szenen Aus Goethes Faust, Britten
- Stravinsky: Oedipus Rex, Solti
- Stravinsky: Oedipus Rex, Stravinsky
- Walton: Facade, Sargent